# إفساد (كيمياء حيوية)

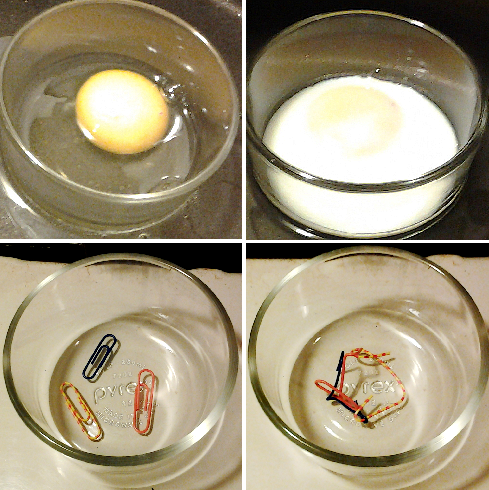
(في الأعلى) عند إفساد البروتين في زلال البيض عن طريق الطبخ فإنه يفقد ذوبانيته.
(في الأسفل) تعطي مشابك الورق تشبيهاً مرئياً لفهم مبدأ عملية الإفساد.

ملاحظة 1: معدل عن التعريف الموجود في المرجع.
ملاحظة 2: يمكن أن يحدث الإفساد عند تعرض البروتين والحموض النوورية إلى
درجات حرارة مرتفعة أو درجة شديدة من pH أو تراكيز غير الموجودة في الأعضاء من الأملاح
أو المذيبات العضوية أو اليوريا أو غيرها من المواد الكيميائية.
الإفساد (بالإنجليزية: Denaturation)‏ ويدعى أيضاً التمسخ وهو العملية التي يفقد فيها البروتين أو الحمض النووي هيكله الرباعي والثلاثي والثنائي الموجود في الحالة الطبيعية، وذلك بتطبيق جهد خارجي عليه أو تعريضه لمركبات كالحموض والأسس أو ملح لاعضوي مركز أو مذيب عضوي (كالكحول والكلوروفورم) أو الإشعاع أو الحرارة. عند إفساد البروتين في خلية حية فهذا يؤدي إلى تشويش نشاط الخلية وقد يؤدي إلى موتها. ويمكن لبروتينات المفسدة أن تبدي تغير في الخواص من فقدان الذوبانية إلى التكتل المشترك.
لا علاقة لهذا المبدأ بالكحول المغير وهي عملية مزج إضافات مع الكحول لجعله غير صالحاً للاستهلاك البشري.

## أمثلة شائعة
عند طبخ الطعام فإن بعض البروتين يفسد، وهذا ما يفسر تصلب البيض عند سلقه وقساوة اللحم عن طبخه.
من الأمثلة التقليدية هو بياض البيض والمؤلف بمعظمه من ألبومين في الماء. في البيض الطازج يكون بياض البيض سائلاً شفافاً. طبخ البياض الغير مستقر حرارياً يجعل لونه كامداً ويشكل كتلة صلبة متصله. ويمكن الوصول إلى نفس التحويل باستخدام المواد الكيميائية؛ فكسب البيض في بيشر يحوي أسيتون أيضاً يحوله إلى كتلة غير شفافة. مثال آخر على إفساد البروتين هو الطبقة الجلدية المتشكلة على الحليب الرائب. طبق مقبلات (ceviche) يحضر «بطبخ كيميائي» للسمك والمحار باستخدام ماء مملح ومحمض، من دون حرارة.